# IQOO
iQOO — китайский производитель потребительской электроники.
Штаб-квартира — в Дунгуане. Компания была основана 30 января 2019 года как дочерняя компания производителя бытовой электроники Vivo, базирующегося в том же городе.

## История
В марте 2019 года второй по величине производитель смартфонов в мире BBK Electronics анонсировал iQOO как суббренд Vivo в качестве нового члена линейки смартфонов наряду с Oppo, Vivo, Realme и OnePlus. Бренд был представлен в Индии в феврале 2020 года. iQOO является суббрендом, ориентированным на игры и другие задачи, требующие высокой производительности, в отличие от телефонов Vivo, ориентированных в основном на качество камеры и звука. Смартфон iQOO 3, представленный 25 февраля 2020 года, является первым смартфоном компании с процессором Snapdragon 865, ориентированным на геймеров. Изначально смартфоны продаются онлайн.
В течение 2020—2021 годов iQOO представила на китайский рынок шесть моделей смартфонов и три смартфона на индийский рынок (по состоянию на май 2021 года).

## Продукты

### Смартфоны

#### 2025 года
- iQOO Neo 10 Global
- iQOO Neo 10 Pro+
- iQOO Neo 10R
- iQOO Z10
- iQOO Z10 Lite 4G
- iQOO Z10 Lite 5G
- iQOO Z10 Turbo
- iQOO Z10 Turbo Pro
- iQOO Z10R
- iQOO Z10x
- iQOO Z9 Turbo Long Life (Endurance)

#### 2024 года
- iQOO 13
- iQOO Neo 10
- iQOO Neo 10 Pro
- iQOO Neo 9 Pro Global
- iQOO Neo 9S Pro
- iQOO Neo 9S Pro+
- iQOO Z9 Global
- iQOO Z9 Lite 5G
- iQOO Z9 Turbo
- iQOO Z9 Turbo+
- iQOO Z9 Индия
- iQOO Z9s
- iQOO Z9s Pro
- iQOO Z9x

#### 2023 года
- iQOO 11S
- iQOO 12
- iQOO 12 Pro
- iQOO Neo 7 Global
- iQOO Neo 7 Pro
- iQOO Neo 8
- iQOO Neo 8 Pro
- iQOO Neo 9
- iQOO Neo 9 Pro Китай
- iQOO Z7 Pro
- iQOO Z7 Индия
- iQOO Z7 Китай
- iQOO Z7i
- iQOO Z7s
- iQOO Z7x
- iQOO Z8
- iQOO Z8x

#### 2022 года
- iQOO 10
- iQOO 10 Pro
- iQOO 11
- iQOO 11 Pro
- iQOO 9 Global
- iQOO 9 Pro
- iQOO 9 SE
- iQOO 9 Китай
- iQOO 9T
- iQOO Neo 6 Global
- iQOO Neo 6 SE
- iQOO Neo 6 Китай
- iQOO Neo 7 Racing Edition
- iQOO Neo 7 SE
- iQOO Neo 7 Китай
- iQOO U5e
- iQOO U5x
- iQOO Z6 44W
- iQOO Z6 5G Индия
- iQOO Z6 5G Китай
- iQOO Z6 Lite 5G
- iQOO Z6 Pro 5G
- iQOO Z6x

#### 2021 года
- iQOO 7 Legend
- iQOO 7 Индия
- iQOO 7 Китай
- iQOO 8
- iQOO 8 Pro
- iQOO Neo 5
- iQOO Neo 5 Lite (Vitality)
- iQOO Neo 5 SE
- iQOO Neo 5S
- iQOO U3x 4G Standard Edition
- iQOO U3x 5G
- iQOO U5
- iQOO Z3
- iQOO Z5
- iQOO Z5x

#### 2020 года
- iQOO 3
- iQOO 3 Transformers Limited Edition
- iQOO 5
- iQOO 5 Pro
- iQOO Neo 3
- iQOO U1
- iQOO U1x
- iQOO U3
- iQOO Z1
- iQOO Z1x

#### 2019 года
- iQOO
- iQOO Neo
- iQOO Neo 855
- iQOO Neo 855 Racing Edition
- iQOO Pro
- iQOO Pro 5G

### Планшеты

#### 2025 года
- iQOO Pad5
- iQOO Pad5 Pro

#### 2024 года
- iQOO Pad Air
- iQOO Pad2
- iQOO Pad2 Pro

#### 2023 года
- iQOO Pad